# Богданово (Калінінградська область)
Богданово (рос. Богданово) — селище Озерського міського округу, Калінінградської області Росії. Входить до складу Красноярського сільського поселення.
Населення —  27 осіб (2015 рік). 

## Населення
| 2002 | 2010 |
| ---- | ---- |
| 29   | ↘27  |